# Efraín Sánchez
Efraín Sánchez Casimiro, auch als El Caiman bekannt, (* 27. Februar 1926 in Barranquilla; † 16. Januar 2020 in Bogotá) war ein kolumbianischer Fußballtorwart und -trainer. Unter dem Spitznamen „El Caimán“ wurde er zu einer Ikone des kolumbianischen Fußballs. Er war der erste kolumbianische Spieler in der argentinischen Primera División und führte die kolumbianische Nationalmannschaft als Torwart zur ersten Weltmeisterschaftsteilnahme Kolumbiens sowie später als Trainer zur Vizesüdamerikameisterschaft bei der Copa América 1975.

## Karriere

### Verein
Sánchez begann seine Karriere 1943 bei den Millonarios und spielte anschließend für Once Caldas und den Amateurverein Club La Fortuna. 1947 wechselte er nach Argentinien zu San Lorenzo de Almagro und wurde damit der erste kolumbianische Spieler in der argentinischen Primera División. Nach seiner Rückkehr spielte er für mehrere kolumbianische Vereine, darunter América de Cali, Deportivo Cali, Junior, Santa Fe, Independiente Medellín und zum Abschluss seiner Karriere erneut bei den Millonarios. Von 1958 bis 1960 stand er zudem in Mexiko bei Atlas unter Vertrag. Mit Independiente Medellín gewann er die Meisterschaften 1955 und 1957, mit Millonarios wurde er 1964 Meister.

### Nationalmannschaft
Sánchez debütierte beim Campeonato Sudamericano 1947 in der kolumbianischen Nationalmannschaft und stand in allen sieben Spielen im Tor, die Kolumbianer belegten mit zwei Unentschieden und fünf Niederlagen den letzten Platz. Auch zwei Jahre später beim Campeonato Sudamericano 1949 reichten zwei Unentschieden und fünf Niederlagen nur für den letzten Platz. Sánchez hütete in den ersten vier Partien das Tor der Kolumbianer. Nachdem Kolumbien an den anschließenden Südamerikameisterschaften nicht mehr teilgenommen hatte, folgte der nächste Einsatz von Sánchez erst wieder beim Campeonato Sudamericano 1957, als er die 2:8-Niederlage gegen Argentinien noch von der Bank aus verfolgte, in den folgenden fünf Partien allerdings Stammtorwart war. Mit den beiden Erfolgen gegen Ecuador und Uruguay erreichte Kolumbien den fünften Platz. Zwar verpasste Sánchez die Weltmeisterschaft 1958 gegen Uruguay und Paraguay, qualifizierte sich aber vier Jahre später erstmals für eine Weltmeisterschaft. Sánchez gehörte zum Kader für die Weltmeisterschaft 1962 und bestritt alle drei Turnierspiele als Kapitän. Nach einem Punkt aus drei Gruppenspielen war für die Cafeteros nach der Vorrunde Schluss. Für Sánchez war das dritte Gruppenspiel gegen Jugoslawien das letzte Länderspiel. In über 15 Jahren Nationalmannschaft bestritt der Torwart 30 Länderspiele.

### Trainer
Nach seinem Karriereende als Spieler übernahm Sánchez verschiedene Trainerpositionen. Er trainierte unter anderem Independiente Medellín, Millonarios, Deportes Quindío, Junior, Defensor Lima, Estudiantes de Mérida und Once Caldas. Als Trainer der kolumbianischen Nationalmannschaft führte er das Team 1975 zum Vize-Titel bei der Copa América.

## Erfolge
Independiente Medellín
- Kolumbianischer Meister: 1955, 1957

Los Millonarios
- Kolumbianischer Meister: 1964